# Люксембург на літніх Олімпійських іграх 2020
Люксембург на літніх Олімпійських іграх 2020 представляли дванадцять спортсменів у семи видах спорту. Спортсмени Люксембургу на олімпійських змаганнях Олімпіади 2020 року не здобули олімпійських медалей.